# Regino Borobio Ojeda
Regino Borobio Ojeda (Saragossa, 1895 - ídem, 1976) va ser un arquitecte espanyol, titulat a Madrid el 1920.
Influït pel racionalisme arquitectònic, la seva obra destaca per la utilització de noves tecnologies i esquemes planimètrics, amb gran simplificació de línies. Autor de la Residència Universitària de Jaca (1928), el Col·legi de la Companyia de Maria, la seu a Saragossa de la Confederació Hidrogràfica de l'Ebre, així com el pavelló de la mateixa companyia per a l'Exposició Internacional de Barcelona de 1929, les facultats de Filosofia i Lletres i Ciències de Saragossa, l'Editorial Luis Vives i la Fira de Mostres de Saragossa.